# Meslin
Meslin is een plaats en voormalige gemeente in het Franse departement Côtes-d'Armor in de regio Bretagne en telt 827 inwoners (2004). De plaats maakt deel uit van het arrondissement Saint-Brieuc.

## Geschiedenis
Meslin werd op 1 januari 2016 toegevoegd aan de gemeente Lamballe die op 1 januari 2019 fuseerde met de gemeenten Morieux en Planguenoual tot de gemeente Lamballe-Armor. 

## Geografie
De oppervlakte van Meslin bedraagt 13,9 km², de bevolkingsdichtheid is 59,5 inwoners per km².
De onderstaande kaart toont de ligging van Meslin met de belangrijkste infrastructuur en aangrenzende gemeenten.

## Demografie
Onderstaande figuur toont het verloop van het inwonertal.
Lamballe · Maroué · Meslin · Morieux · Planguenoual · Trégenestre‎ · Tregomar